# La paga del sabato
La paga del sabato è un romanzo dello scrittore italiano Beppe Fenoglio, scritto alla fine degli anni quaranta, ma pubblicato nel 1969. Rappresenta una delle prime opere letterarie dello scrittore, rifiutato per la pubblicazione dalla Einaudi, e sviluppato successivamente da Fenoglio che prese spunto da quest'opera giovanile per la scrittura di I ventitré giorni della città di Alba.

## Trama
Ettore, un ex partigiano che fatica a rientrare nella quotidianità della vita del dopoguerra, non si adatta all'attività lavorativa quotidiana, contrapposta all'ideale della guerra partigiana. Deciso a consentire una vita economicamente dignitosa alla fidanzata Vanda, collabora con Bianco, ex partigiano anch'egli, dedito a traffici illegali.

### Incipit
Sulla tavola della cucina c'era una bottiglietta di linimento che suo padre si dava ogni sera tornando su dalla bottega, un piatto sporco d'olio, la scodella del sale... Ettore passò a guardare sua madre.

## Adattamenti
- La paga del sabato - sceneggiato televisivo in tre puntate diretto da Sandro Bolchi, interpretato da Lino Capolicchio e Jenny Tamburi, trasmesso dalla RAI nel 1977[3][4].